# Nati nel 1947/Luglio
| Questa pagina contiene informazioni ricavate automaticamente dalle voci biografiche con l'ausilio del template Bio e di un bot. L'aggiornamento è periodico e automatico e ricostruisce completamente la pagina. Se manca una persona in questa lista, sei pregato di non aggiungerla, ma accertati piuttosto che la sua voce biografica contenga il template Bio e che i dati anagrafici siano correttamente compilati. Se il template Bio manca, inseriscilo tu stesso o, in alternativa, metti l'avviso {{tmp\|Bio}} che ne segnala la mancanza. Se i dati riportati sono sbagliati, correggi direttamente la voce biografica; le modifiche saranno visibili in questa lista entro pochi giorni. Per chiarimenti vedi il progetto biografie. La lista contiene solo le 302 persone che sono citate nell'enciclopedia e per le quali è stato implementato correttamente il template Bio. Pagina aggiornata al 18 ago 2025. |

- 1º luglio - Geoff Davies, ex calciatore inglese
- 1º luglio - Giuliano Frigeni, vescovo cattolico e missionario italiano
- 1º luglio - Kazuyoshi Hoshino, ex pilota automobilistico giapponese
- 2 luglio - Larry David, attore, sceneggiatore e produttore cinematografico statunitense
- 2 luglio - Krzysztof Gawędzki, matematico e fisico polacco († 2022)
- 2 luglio - Rosko Gee, bassista giamaicano
- 2 luglio - Ervin Hall, ex ostacolista statunitense
- 2 luglio - Piera Martell, cantante svizzera
- 2 luglio - Franz Rosei, scultore e disegnatore austriaco
- 2 luglio - Stephen Stucker, attore statunitense († 1986)
- 3 luglio - Vančo Balevski, allenatore di calcio e ex calciatore jugoslavo
- 3 luglio - Dave Barry, scrittore statunitense
- 3 luglio - Betty Buckley, attrice e cantante statunitense
- 3 luglio - Mike Burton, ex nuotatore statunitense
- 3 luglio - Ermanno Cavazzoni, scrittore e sceneggiatore italiano
- 3 luglio - Ugo De Vivo, politico italiano († 2015)
- 3 luglio - Bob Hurley, allenatore di pallacanestro statunitense
- 3 luglio - Grethe Kausland, cantante e attrice norvegese († 2007)
- 3 luglio - Giuseppe Pugliese, politico italiano († 2020)
- 3 luglio - Rob Rensenbrink, calciatore olandese († 2020)
- 3 luglio - Filiberto Scarpelli, regista e fotografo italiano
- 3 luglio - Delfo Zorzi, ex terrorista, attivista e imprenditore italiano
- 4 luglio - Bobby Cremins, ex cestista e allenatore di pallacanestro statunitense
- 4 luglio - Vladimir Daniljuk, calciatore sovietico († 2024)
- 4 luglio - Michele Fazioli, giornalista e conduttore televisivo svizzero
- 4 luglio - Luca Giuliano, autore di giochi italiano
- 4 luglio - Robert Iscove, regista, coreografo e produttore televisivo canadese
- 4 luglio - Frank Lewis, ex giocatore di football americano statunitense
- 4 luglio - Jacques Morali, produttore discografico e compositore francese († 1991)
- 4 luglio - Carla Panerai, ex ostacolista italiana
- 4 luglio - Tato Russo, attore, scrittore e commediografo italiano
- 5 luglio - Todd Akin, politico statunitense († 2021)
- 5 luglio - Andrew Bacevich, politologo statunitense
- 5 luglio - Toos Beumer, ex nuotatrice olandese
- 5 luglio - Salvatore Genova, politico e poliziotto italiano († 2023)
- 5 luglio - Atanas Golomeev, cestista, allenatore di pallacanestro e dirigente sportivo bulgaro († 2023)
- 5 luglio - Paul Hackett, allenatore di football americano statunitense
- 5 luglio - George Kunz, ex giocatore di football americano statunitense
- 5 luglio - Sony Labou Tansi, scrittore e regista teatrale congolese (Repubblica Democratica del Congo) († 1995)
- 5 luglio - Giancarlo Magalli, autore televisivo, conduttore televisivo e attore italiano
- 5 luglio - Manuel Serapião Filho, ex arbitro di calcio brasiliano
- 5 luglio - Eckhard Wendt, cestista tedesco († 2022)
- 6 luglio - Enrico Buemi, politico italiano († 2024)
- 6 luglio - Dario D'Angelo, giornalista italiano († 1994)
- 6 luglio - Román Gómez, ex schermidore messicano
- 6 luglio - Shelley Hack, attrice, modella e produttrice televisiva statunitense
- 6 luglio - Alberto Meomartini, dirigente d'azienda italiano
- 6 luglio - Giuseppe Misso, mafioso italiano
- 6 luglio - Piercarlo Ravazzi, economista italiano
- 6 luglio - Mario Rodriguez, politologo italiano
- 6 luglio - Pedro Ruiz, ex calciatore peruviano
- 6 luglio - Fernando Scarpa, ex calciatore italiano
- 6 luglio - Roy Señeres, politico e diplomatico filippino († 2016)
- 6 luglio - Patrick Valdrini, presbitero francese
- 7 luglio - Raimund Bethge, bobbista tedesco
- 7 luglio - Gyanendra del Nepal, re nepalese
- 7 luglio - Juan Antonio Reig Pla, vescovo cattolico spagnolo
- 7 luglio - Howard Rheingold, critico letterario, sociologo e saggista statunitense
- 7 luglio - Rick Roberson, cestista statunitense († 2020)
- 7 luglio - Enrique Ruano, antifascista spagnolo († 1969)
- 7 luglio - Simon Luca, cantautore e compositore italiano
- 7 luglio - John Warren, ex cestista statunitense
- 8 luglio - Antonio Bargone, politico italiano
- 8 luglio - Kim Darby, attrice e ex ballerina statunitense
- 8 luglio - René Frégni, scrittore francese
- 8 luglio - Miriam Goldschmidt, attrice, regista teatrale e drammaturga tedesca († 2017)
- 8 luglio - Samuel Edward Konkin III, economista statunitense († 2004)
- 8 luglio - Moraes Moreira, cantante, musicista e compositore brasiliano († 2020)
- 8 luglio - Turk, illustratore, sceneggiatore e fumettista belga
- 8 luglio - Willie Wilson, batterista britannico
- 9 luglio - Eddie Axberg, attore svedese
- 9 luglio - Mirabela Dauer, cantante rumena
- 9 luglio - Haruomi Hosono, musicista e produttore discografico giapponese
- 9 luglio - Jerney Kaagman, cantante olandese
- 9 luglio - László Klinga, ex lottatore ungherese
- 9 luglio - Jim Marurai, politico cookese († 2020)
- 9 luglio - Gian Stefano Milani, politico italiano
- 9 luglio - Margherita Petranzan, architetto e teorica dell'architettura italiana
- 9 luglio - Renato Piccoli, ex calciatore italiano
- 9 luglio - O. J. Simpson, giocatore di football americano e attore statunitense († 2024)
- 10 luglio - Horst Blankenburg, ex calciatore tedesco occidentale
- 10 luglio - Tim Burns, ex calciatore inglese
- 10 luglio - Arlo Guthrie, cantautore statunitense
- 10 luglio - Dagmar Heller, attrice, doppiatrice e conduttrice radiofonica tedesca († 2015)
- 10 luglio - Bruce Iglauer, manager statunitense
- 10 luglio - Jackie Lane, attrice britannica († 2021)
- 10 luglio - Cliff Meely, cestista statunitense († 2013)
- 10 luglio - Claudio Pascoli, sassofonista e arrangiatore italiano
- 10 luglio - Doriano Sulis, artigiano italiano
- 10 luglio - Fernando Tomé, ex calciatore portoghese
- 10 luglio - Leslie Wilson, dirigente sportivo e ex calciatore inglese
- 11 luglio - Anne-Marie Comparini, politica francese († 2025)
- 11 luglio - Kjell Gunnå, ex cestista svedese
- 11 luglio - John Holt, cantautore giamaicano († 2014)
- 11 luglio - Tommy Hughes, ex calciatore scozzese
- 11 luglio - Riad Ismat, politico, diplomatico e critico letterario siriano († 2020)
- 11 luglio - Bo Lundgren, politico svedese
- 11 luglio - Camillo Pantaleone, giornalista italiano († 2014)
- 11 luglio - Jaroslav Pollák, calciatore cecoslovacco († 2020)
- 11 luglio - Violetta Quesada, velocista cubana († 2024)
- 11 luglio - George Sabra, politico siriano
- 11 luglio - Victor Surdu, politico e agronomo rumeno († 2011)
- 11 luglio - Bobby Washington, ex cestista e allenatore di pallacanestro statunitense
- 12 luglio - Ritanna Armeni, giornalista e saggista italiana
- 12 luglio - Carl Borack, ex schermidore statunitense
- 12 luglio - Riccardo Chiaberge, giornalista e saggista italiano
- 12 luglio - Gareth Edwards, ex rugbista a 15 britannico
- 12 luglio - Wilko Johnson, cantautore, chitarrista e attore britannico († 2022)
- 12 luglio - Anders Ljungberg, ex calciatore svedese
- 12 luglio - Giuseppe Meloni, medievista italiano
- 12 luglio - Pavão, calciatore portoghese († 1973)
- 12 luglio - Gabriele Salerno, politico italiano
- 12 luglio - Aslan Tchakušinov, insegnante e politico russo
- 12 luglio - Jasper Wilson, ex cestista statunitense
- 13 luglio - Michele Caccavale, politico italiano († 2019)
- 13 luglio - Ricardo Delgado, ex pugile messicano
- 13 luglio - Juan Carlos Loustau, ex arbitro di calcio argentino
- 13 luglio - François M'Pelé, ex calciatore congolese (Repubblica del Congo)
- 13 luglio - Serafino Pulcini, politico italiano
- 13 luglio - Colin Thurston, produttore discografico britannico († 2007)
- 13 luglio - Giuliano Zoratti, calciatore e allenatore di calcio italiano († 2021)
- 14 luglio - Ryszard Białowąs, cestista polacco († 2004)
- 14 luglio - Xavier Darcos, saggista, politico e latinista francese
- 14 luglio - Alexis Herman, politica statunitense († 2025)
- 14 luglio - Lorenzo Loppa, vescovo cattolico italiano
- 14 luglio - Josto Maffeo, giornalista e scrittore italiano
- 14 luglio - Phil Parkes, ex calciatore inglese
- 14 luglio - Navinchandra Ramgoolam, politico mauriziano
- 14 luglio - László Réczi, ex lottatore ungherese
- 14 luglio - Christian Vanneste, politico e saggista francese
- 15 luglio - Peter Banks, chitarrista britannico († 2013)
- 15 luglio - Lydia Davis, scrittrice statunitense
- 15 luglio - Matayoshi Eiki, scrittore giapponese
- 15 luglio - Roky Erickson, cantante, compositore e chitarrista statunitense († 2019)
- 15 luglio - Francesco Matrone, mafioso italiano († 2023)
- 15 luglio - Pamela Myers, attrice statunitense
- 15 luglio - Hugh G. M. Williamson, teologo inglese
- 16 luglio - Gian Mario Anselmi, storico della letteratura e italianista italiano
- 16 luglio - Alfonso Cortés Contreras, arcivescovo cattolico messicano
- 16 luglio - Stuart Hameroff, medico statunitense
- 16 luglio - Shigeru Kasamatsu, ex ginnasta giapponese
- 16 luglio - Robert Lieberman, regista statunitense († 2023)
- 16 luglio - Álvaro Leonel Ramazzini Imeri, cardinale e vescovo cattolico guatemalteco
- 16 luglio - Assata Shakur, attivista e terrorista statunitense
- 16 luglio - Olga Sánchez Cordero, giurista e politica messicana
- 16 luglio - Renato Tavella, scrittore italiano
- 17 luglio - Corrado Clini, dirigente pubblico italiano
- 17 luglio - Wolfgang Flür, musicista tedesco
- 17 luglio - Ilanit, cantante israeliana
- 17 luglio - Žarko Knežević, cestista jugoslavo († 2020)
- 17 luglio - Abraham Laboriel, bassista messicano
- 17 luglio - Lorenzo Lauria, giocatore di bridge italiano
- 17 luglio - Dominick Montiglio, mafioso e collaboratore di giustizia statunitense († 2021)
- 17 luglio - Camilla Shand, nobile inglese
- 17 luglio - Pham Xuan Tong, artista marziale vietnamita
- 18 luglio - Giuseppe Bognanni, lottatore italiano
- 18 luglio - Steve Forbes, editore e politico statunitense
- 18 luglio - Nina Fedorova, fondista sovietica († 2019)
- 18 luglio - Linda Gail Lewis, cantautrice e pianista statunitense
- 18 luglio - Antonio Gargano, filologo, critico letterario e ispanista italiano († 2024)
- 18 luglio - Mario Gomboli, fumettista, sceneggiatore e illustratore italiano
- 18 luglio - Ignazio La Russa, politico italiano
- 19 luglio - Adriana Biagiotti, ex ginnasta italiana
- 19 luglio - François Coupry, scrittore francese
- 19 luglio - Guido Crainz, storico italiano
- 19 luglio - Nobuo Hattori, ex cestista giapponese
- 19 luglio - John Hinch, batterista britannico († 2021)
- 19 luglio - Hans-Jürgen Kreische, allenatore di calcio e ex calciatore tedesco orientale
- 19 luglio - Bernie Leadon, chitarrista e compositore statunitense
- 19 luglio - Brian May, chitarrista, cantautore e compositore britannico
- 19 luglio - Anna-Maria Nasuelli, ex tennista italiana
- 19 luglio - Sergio Pelone, produttore cinematografico italiano († 2023)
- 19 luglio - Alba Scaramucci Guaitini, politica e scrittrice italiana
- 19 luglio - Marija Stojanova, ex cestista bulgara
- 20 luglio - Bill Biggart, fotoreporter statunitense († 2001)
- 20 luglio - Gerd Binnig, fisico tedesco
- 20 luglio - Judi Connelli, attrice e mezzosoprano australiano
- 20 luglio - Augusto Cortelloni, politico italiano
- 20 luglio - Gwak Hyeon-chae, ex cestista sudcoreano
- 20 luglio - James Harris, giocatore di football americano statunitense
- 20 luglio - Cosme Hoàng Văn Đạt, vescovo cattolico vietnamita
- 20 luglio - Camille Keaton, attrice statunitense
- 20 luglio - Élisabeth Riffiod, ex cestista francese
- 20 luglio - John Ryan, allenatore di calcio e ex calciatore inglese
- 20 luglio - Carlos Santana, chitarrista e compositore messicano
- 20 luglio - Marcello Sorce Keller, etnomusicologo, musicologo e musicista italiano
- 21 luglio - Co Adriaanse, allenatore di calcio e ex calciatore olandese
- 21 luglio - Jean-Pierre Bourguignon, matematico francese
- 21 luglio - Wendell Burton, attore statunitense († 2017)
- 21 luglio - Roberto D'Alimonte, politologo italiano
- 21 luglio - Ioana Diaconescu, poetessa, traduttrice e giornalista romena
- 21 luglio - Jimmy Duncan, politico e magistrato statunitense
- 21 luglio - Fernando Freitas, ex calciatore angolano
- 21 luglio - Ray Graydon, allenatore di calcio e ex calciatore inglese
- 21 luglio - Tierno Monénembo, scrittore guineano
- 21 luglio - Renato Pareti, cantautore, attore e scrittore italiano
- 21 luglio - Vincenzo Zucchini, allenatore di calcio, dirigente sportivo e calciatore italiano († 2013)
- 22 luglio - Albert Brooks, attore, sceneggiatore e regista statunitense
- 22 luglio - J. Kenneth Campbell, attore statunitense
- 22 luglio - Gilles Duceppe, politico canadese
- 22 luglio - Erica Gavin, attrice e stilista statunitense
- 22 luglio - Don Henley, cantante e polistrumentista statunitense
- 22 luglio - Mihaela Peneș, giavellottista rumena († 2024)
- 22 luglio - Curt Weldon, politico statunitense
- 23 luglio - Mohan Agashe, produttore cinematografico, scenografo e attore indiano
- 23 luglio - Ulrich Beyer, pugile tedesco († 1988)
- 23 luglio - David Bordwell, storico del cinema, critico cinematografico e blogger statunitense († 2024)
- 23 luglio - Doudou Camara, cestista senegalese († 2024)
- 23 luglio - Giuliano Dominoni, ex ciclista su strada italiano
- 23 luglio - Gardner Dozois, scrittore e curatore editoriale statunitense († 2018)
- 23 luglio - David Essex, cantante britannico
- 23 luglio - Paolo Leonardi, filosofo italiano
- 23 luglio - Larry Manetti, attore statunitense
- 23 luglio - Ljubov' Muchačëva, ex fondista sovietica
- 23 luglio - Torsten Palm, ex pilota automobilistico svedese
- 23 luglio - Robert Parker, statunitense
- 23 luglio - Rosellina Piano, scrittrice italiana
- 24 luglio - Maurizio Bettini, filologo classico, latinista e antropologo italiano
- 24 luglio - Cesare Cornoldi, psicologo italiano
- 24 luglio - Loa Falkman, attore e baritono svedese
- 24 luglio - Jacques Fouroux, rugbista a 15, allenatore di rugby a 15 e dirigente sportivo francese († 2005)
- 24 luglio - Natal'ja Gorbačëva, ex discobola sovietica
- 24 luglio - Alexandra Hay, attrice e modella statunitense († 1993)
- 24 luglio - Robert Hays, attore statunitense
- 24 luglio - Sarvath Ikramullah, principessa pakistana
- 24 luglio - Vincenzo Inzerillo, politico italiano († 2024)
- 24 luglio - Marilena Marin, ex politica italiana
- 24 luglio - Heinz Richter, ex pistard tedesco
- 24 luglio - Peter Serkin, pianista statunitense († 2020)
- 25 luglio - Ted Benoit, fumettista francese († 2016)
- 25 luglio - Jean-Paul Coche, ex judoka francese
- 25 luglio - Guy David, allenatore di calcio e calciatore francese († 2008)
- 25 luglio - Tonia, cantante belga
- 25 luglio - Emilio Juri, imprenditore e dirigente sportivo svizzero († 2013)
- 25 luglio - Luciana Percovich, scrittrice e insegnante italiana
- 25 luglio - Guido Scarabottolo, illustratore e grafico italiano
- 26 luglio - Wiesław Adamski, scultore, pittore e disegnatore polacco († 2017)
- 26 luglio - Enrique Camarena, poliziotto e militare statunitense († 1985)
- 26 luglio - Renato Cambursano, politico italiano
- 26 luglio - Nazzareno Cappelli, politico e notaio italiano
- 26 luglio - Alejandra Da Passano, attrice argentina († 2014)
- 26 luglio - Julio Fernández Rodríguez, produttore cinematografico spagnolo
- 26 luglio - Ada Gentile, pianista, compositrice e musicista italiana
- 26 luglio - Dick Grubar, ex cestista statunitense
- 26 luglio - Juan Gómez Voglino, ex calciatore argentino
- 26 luglio - Nicole Notat, sindacalista francese
- 26 luglio - Park Lee-chun, ex calciatore sudcoreano
- 26 luglio - Aminata Dramane Traoré, politica e scrittrice maliana
- 27 luglio - Gillian Bray, attrice britannica
- 27 luglio - Sandra Browne, mezzosoprano trinidadiana
- 27 luglio - Mack Calvin, ex cestista e allenatore di pallacanestro statunitense
- 27 luglio - Giulio Colomba, politico italiano
- 27 luglio - Natalio Hernández, poeta messicano
- 27 luglio - Max Klauß, ex lunghista tedesco
- 27 luglio - Elisabetta Maffeis, ex ciclista su strada italiana
- 27 luglio - Renato Mannheimer, sondaggista e sociologo italiano
- 27 luglio - Shalom Tomáš Neuman, artista statunitense
- 27 luglio - Givi Onashvili, ex judoka sovietico
- 27 luglio - Adolfo Rodríguez Saá, avvocato e politico argentino
- 27 luglio - Ilya Salkind, produttore cinematografico e produttore televisivo messicano
- 27 luglio - Romesh Sharma, attore e regista indiano
- 27 luglio - Giora Spiegel, allenatore di calcio e ex calciatore israeliano
- 27 luglio - Claudio Trevisan, calciatore italiano († 2022)
- 27 luglio - Hans-Jürgen Wittkamp, ex calciatore e allenatore di calcio tedesco
- 27 luglio - Vitalij Zastuchov, cestista sovietico († 2001)
- 28 luglio - Peter Cosgrove, politico e generale australiano
- 28 luglio - Laura Fasiolo, politica italiana
- 28 luglio - Barbara Ferrell, ex velocista statunitense
- 28 luglio - Roberto Gramajo, calciatore argentino († 2023)
- 28 luglio - Manfred Müller, ex calciatore tedesco
- 28 luglio - Elena Novikova-Belova, ex schermitrice sovietica
- 28 luglio - Eiichi Ohtaki, cantautore e produttore discografico giapponese († 2013)
- 28 luglio - Giuseppe Rocca, sceneggiatore e regista teatrale italiano
- 28 luglio - Adolfo Scilingo, militare argentino
- 28 luglio - Sally Struthers, attrice statunitense
- 28 luglio - Su Tseng-chang, politico taiwanese
- 29 luglio - Baru, fumettista francese
- 29 luglio - Enrique Chazarreta, calciatore argentino († 2021)
- 29 luglio - Stan Kroenke, imprenditore e dirigente sportivo statunitense
- 29 luglio - Lino Patruno, giornalista e scrittore italiano
- 29 luglio - Aldo Righi, allenatore di atletica leggera e ex astista italiano
- 29 luglio - Orazio Scanzio, politico italiano († 2020)
- 29 luglio - Dennis Cleveland Stewart, attore e ballerino statunitense († 1994)
- 29 luglio - Piero Tamponi, politico italiano
- 29 luglio - Gerson Tristão, allenatore di calcio a 5 brasiliano († 2016)
- 29 luglio - Mladen Vasilev, ex calciatore bulgaro
- 30 luglio - William Atherton, attore statunitense
- 30 luglio - Lidiano Bacchielli, archeologo italiano († 1996)
- 30 luglio - Françoise Barré-Sinoussi, virologa e immunologa francese
- 30 luglio - Anna Identici, cantautrice italiana
- 30 luglio - Nico Rijnders, calciatore olandese († 1976)
- 30 luglio - Margo Sappington, coreografa statunitense
- 30 luglio - Arnold Schwarzenegger, attore, imprenditore e produttore cinematografico austriaco
- 30 luglio - Jim Slatton, ex pallanuotista statunitense
- 31 luglio - Marcello Bersellini, ex rugbista a 15, allenatore di rugby a 15 e dirigente sportivo italiano
- 31 luglio - Glen Edwards, ex giocatore di football americano statunitense
- 31 luglio - Richard Griffiths, attore britannico († 2013)
- 31 luglio - Mumtaz, attrice indiana
- 31 luglio - Vito Roberto Palazzolo, mafioso italiano
- 31 luglio - Tommaso Ruggeri, matematico e fisico italiano
- 31 luglio - Hubert Védrine, politico francese
- 31 luglio - Joe Wilson, politico statunitense